# Euphranta brunneifemur
Euphranta brunneifemur är en tvåvingeart som beskrevs av Hardy 1983. Euphranta brunneifemur ingår i släktet Euphranta och familjen borrflugor. Inga underarter finns listade i Catalogue of Life.